# Cantón de Saillans
El cantón de Saillans era una división administrativa francesa, que estaba situada en el departamento de Drôme y la región de Ródano-Alpes.

## Composición
El cantón estaba formado por doce comunas:
- Aubenasson
- Aurel
- Chastel-Arnaud
- Espenel
- Eygluy-Escoulin
- La Chaudière
- Rimon-et-Savel
- Saillans
- Saint-Benoit-en-Diois
- Saint-Sauveur-en-Diois
- Vercheny
- Véronne

## Supresión del cantón de Saillans
En aplicación del Decreto nº 2014-191 de 20 de febrero de 2014, el cantón de Saillans fue suprimido el 22 de marzo de 2015 y sus 12 comunas pasaron a formar parte del nuevo cantón de Le Diois.